# پارک ملی سیملیپال
پارک ملی سیملیپال (به انگلیسی: Simlipal National Park) یک پارک ملی در هند است که در اودیسا واقع شده‌است.